# Relief Kraljice noči
Burneyev relief (znan tudi kot Relief kraljice noči) je mezopotamska glinena plošča v visokem reliefu iz obdobja Isin-Larsa ali staro babilonskega, ki prikazuje krilato, golo boginjo s ptičjimi kremplji, ki jo obdajata sovi in stoji na ležečih levih. Relief se nahaja v Britanskem muzeju v Londonu, in datira med 1800 in 1750 pr. n. št. Izvira iz južnega Iraka, vendar je točna lokacija najdbe neznana. Razen svoje značilne ikonografije, je kos znan po svojem visokem reliefu in razmeroma veliki velikosti, kar kaže, da je bil uporabljen kot kultni predmet, in je zelo redko ohranjen iz tega obdobja. Koga predstavlja: Lilitu, Inanno / Ištar ali Ereškigal, je predmet razprave. Pristnost objekta je bila določena od svoje prve pojave leta 1930.

## Izvor
Najprej v posesti sirskega trgovca, ki bi ga lahko pridobil na jugu Iraka leta 1924, je bil relief deponiran v Britanskem muzeju v Londonu, kjer ga je dr. H.J. Plenderleith analiziral leta 1933. Muzej je leta 1935 zavrnil odkup, nakar ga je odnesel v londonsko starinarnico Sidneya Burneya; zato je postal znan kot "Burneyev relief«.   Na relief je bila javnost prvič pozorna po objavi v The Illustrated London News, leta 1936.  Od Burneya je prešel k zbiratelju Normanu Colvilleu, po čigar smrt je bil prodan na dražbi japonskemu zbiralcu Goro Sakamotoju. Britanske oblasti so mu zavrnile izvozno dovoljenje. Predmet je bil posojen  Britanskemu muzeju za prikaz med letoma 1980 in 1991, leta 2003 pa ga je muzej odkupil za vsoto 1.500.000 £, ob svoji 250. obletnici. Muzej ga je tudi preimenoval v "Queen of the Night Relief«.  Od takrat je predmet gostoval po muzejih po Veliki Britaniji.
Žal njegov prvotni izvor ostaja neznan. Relief ni bil arheološko izkopan in tako nimamo  informacije od kod je prišel ali pa v kakšnem kontekstu je bil odkrit. Razlaga reliefa se tako zanaša na slogovne primerjave z drugimi predmeti, za katere je bil ugotovljen datum in kraj porekla, na podlagi analize ikonografije in razlage tekstovnih virov iz mezopotamske mitologije in religije. 

## Opis
Podroben opis so objavili Henri Frankfort (1936), Pauline Albenda (2005) in v monografiji Dominique Collon, kustos v Britanskem muzeju, kjer je plošča zdaj shranjena. Kompozicija je kot celota edinstvena med umetniškimi deli iz Mezopotamije, čeprav imajo mnogi elementi zanimive sogovornike v drugih podobah iz tistega časa.

### Fizični vidik
Relief je terakota (žgana glina) plošča, 50 krat 37 centimetrov velika, 2 do 3 cm debela, z glavo figure, ki štrli 4,5 cm iz ploskve. Za izdelavo reliefa je bila glina z majhnimi apnenčastimi vključki mešana s plevami; vidne gube in razpoke kažejo, da je bil material  precej trd, ko se je delal. Oddelek Britanskega muzeja je poročal, da "se zdi verjetno, da je bila celotna plošča oblikovana" s poznejšim modeliranjem nekaterih podrobnostih in druge dodane, kot sta simbola žezlo in obroč, pramen las in oči sove. Relief je bil nato brušen in poliran, nadaljnje podrobnosti so bile zarezane s koničastim orodjem. Pri žganju zgorele pleve so naredile značilne praznine, ki jih vidimo zdaj; Curtis in Collon verjameta, da je bila površina v antiki zglajena z oker barvo. 
Po dimenzijah je edinstvena plošča večja od serijske proizvodnje glinenih plošč popularne umetnosti ali nabožnih predmetov - od katerih so bili mnogi izkopani v ruševinah hiš Isin-Larsa in starem babilonskem obdobju. 
Relief je v odličnem stanju. Originalno je bil v treh kosih in nekaj drobcih, ki so jih v Britanskem muzeju popravili, nekatere razpoke so še vedno očitne, zlasti manjka trikotni kos na desnem robu, a glavne značilnosti božanstva in živali so nepoškodovane. Na sliki ima obraz poškodbo na njeni levi strani nosu in vrata. Frizura je nekoliko poškodovana na  sprednji strani in desnem kotu, splošno obliko je mogoče sklepati iz simetrije. Manjka polovica ogrlice in simbol v desni roki; kljun sove in kos levjega repa so izgubljeni. Primerjava slik iz 1936 in 2005 kaže, da je bilo nekaj škode narejene tudi kasneje: desna stran krone je danes izgubila svoj vrhnji list in na spodnjem levem kotu je del gorskega vzorčenja razsekan, sova je izgubil svoje desne stranske prste.  Vendar pa v vseh glavnih elementih relief  ohranjen nepoškodovan več kot 3.500 let.
Sledovi rdečega pigmenta še vedno ostajajo na telesu lika, sprva je bila rdeča barva povsod. Perje peruti in perje sove je tudi rdeče obarvano, izmenično s črno in belo. Z Raman spektroskopijo je bil rdeč pigment določen kot rdeči oker, črni pigment amorfnega ogljika (čadasta črna) in beli pigment sadre. Črni pigment je tudi na ozadju plošče, las in obrvi in na levji grivi. Sramni trikotnik in areola dojke se zdi poudarjena z rdečim pigmentom, vendar niso bili posebej naslikali črne. Levja telesa so bela. Kustosi Britanskega muzeja domnevajo, da so bili rogovi za frizuro in del ogrlice prvotno obarvani rumeno, tako kot so na zelo podobnih glinenih figurah iz Ura. Tudi zapestnice in simbola žezlo in obroč so bili lahko  pobarvani rumeno. Vendar ni sledov rumenega pigmenta na reliefu.

### Ženska figura
Gola ženska figura je realistično oblikovana v visokem reliefu. Njene oči pod različnimi obrvmi so votle, predvidoma so bile prvotno napolnjene kot bronaste skulpture tistega časa, vendar ne videne v drugih mezopotamskih glinenih kipih. Njene polne ustnice so nekoliko privihane na vogalih. Okrašena je s štiri stopenjsko pričesko z rogovi, zaključena z diskom. Njena glava je uokvirjena z dvema kitama las spetimi v figo na hrbtu in dvema klinastima pletenicama, ki se raztezata na njene prsi.
Stilizirana pričeska lahko predstavlja obredno lasuljo. Nosi eno samo široko ogrlico, sestavljeno iz kvadratov, ki so sestavljeni z vodoravnimi in navpičnimi črtami, morda prikazujejo kroglice, štiri za vsak kvadrat. Ta ogrlica je praktično identična z ogrlico boga najdenega v Uru, le da ima tam ogrlica tri vrstice na kvadrat. Okoli obeh zapestjih ona nosi zapestnice, ki se zdi, da so sestavljene iz treh obročev. Obe roki imata simetrično dvignjeni dlani, obrnjeni proti gledalcu in s podrobno vidno življenjsko, srčno linijo, dlani držita simbola žezlo in obroč, od katerih je samo tisti na levi strani dobro ohranjen. Dve krili sta jasno operjeni, stilizirana peresa v treh registrih segajo do ramen. Perje v zgornjem registru je prikazano kot prekrivajoče, spodnja dva registra imata dolga, letalna peresa, ki so videti narejena z ravnilom in na koncu z izbočeno zadnjo fronto. Perje ima gladke površine. Krili sta podobni, vendar ne povsem simetrični, in se razlikujeta tako v številu letalnih peres kot v podrobnostih sheme barvanja.
Njena krila so razporejena v trikotni obliki, vendar ne popolnoma iztegnjena. Prsi so polne in visoke, vendar brez izrazitih bradavičk. Njeno telo je izklesano s pozornostjo do naturalističnih podrobnosti: globok popek, strukturiran trebuh, nežno sramno območje, obli boki in koščena struktura nog z značilnim kolenom, vse to kaže na "umetniško spretnost, ki je skoraj gotovo izvirala iz študije opazovanja". Pod golenjo se noge spremenijo v ptičje. Ptičje noge imajo tri dolge, ločene prste približno enake dolžine. Na površino gležnja in prstov so bile opraskane proge, ki prikazujejo luske, vsi vidni prsti imajo pomembne kremplje. Njeni prsti so podaljšani navzdol, brez perspektive; zdi se kot da figura lebdi. 

### Živali in ozadje
Oba leva imata grivo, gosto skodrano, s kratkimi vrsticami; dlake se nadaljujejo pod telesu. Skodrani šopi dlake rastejo iz levjih ušes in po ramenih, ki izhajajo iz osrednjega vrtinca. Leva ležita, njihove glave so vrezane s pozornostjo do detajlov, a stopnjo umetniške svobode v svoji obliki, na primer, glede njihovih zaobljenih oblik. Oba leva gledata proti gledalcu in imata zaprta usta.
Sove so prikazane prepoznavno, a ne vrezane naturalistično: oblika kljuna, dolžina nog in podrobnosti perja odstopajo od avtohtonih sov v regiji. Njihovo perje je obarvano krila božanstva v rdeči, črni in beli barvi; sovi sta si podobni, vendar nista popolnoma simetrični.  Noge, stopala in kremplji so rdeči.
Skupina stoji na vzorcu lestvic, pobarvanih črno. To predstavlja gorovje in je pogosto simbol v mezopotamski umetnosti.

## Okvir
Slogovne primerjave postavljajo relief v zgodnje Isin - Larsa obdobje ali nekoliko kasneje na začetku starega babilonskega obdobja. Frankfort posebej opozarja na slogovno podobnost z oblikovano glavo moškega božanstva iz Ura, za katerega Collon ugotavlja, da je "tako blizu kraljici noči v kakovosti, izdelavi in ikonografskih podrobnostih, da bi lahko prišla iz iste delavnice."  Zato je Ur eno od možnih mest izvora, vendar ne edini. Edith Porada opozarja na virtualno identiteto v slogu, da imajo levji šopi las enako podroben izgled kot dva fragmenta glinastih plošč izkopanih v Nippurju.  In Agnès Spycket poroča o podobni ogrlici na fragmentu najdenem v Isin. 
Datum nastanka na začetku drugega tisočletja pred našim štetjem postavlja relief v regijo in čas, v katerem je bila politična situacija stabilna, zaznamovana z rastjo in pojemanjem vpliva mestnih državic Isin in Larsa, invazij s strani Elámcev, in končno osvojitev Hamurabija in združitvi v babilonski imperij leta 1762 pred našim štetjem.

### Religija
Velikost plošče kaže, da bi lahko pripadala svetišču, morda kot predmet čaščenja; verjetno je bila postavljena v zid. Tako svetišče bi bil namenski prostor v velikem zasebnem stanovanju ali drugi hiši, ne pa glavni poudarek čaščenja v enem od templjev mesta. Po Jacobsenu bi se svetišče lahko nahajalo znotraj bordela. 